# Stichting Nationale Intensive Care Evaluatie
Stichting Nationale Intensive Care Evaluatie (NICE) is opgericht door de beroepsgroep  intensivisten. Alle intensivecareafdelingen van Nederlandse  ziekenhuizen nemen deel aan het initiatief. De stichting verzorgt continue en volledige registratie van beschikbare data van deelnemende intensivecareafdelingen. Doelstelling is om zo de kwaliteit van de intensivecaregeneeskunde te monitoren en te optimaliseren.